# 鵜居島
鵜居島（日语：／ Yururi tō */?）是日本北海道根室半島的太平洋側，約離昆布盛海岸3公里外的無人島，島嶼四周為約40公尺高的斷崖所環繞，為臺地地形，面積1.9平方公里，周長7.5公里，北方臨鵜居島。行政區劃屬根室市。
日文原名在阿伊努語的意思是鸕鶿居住的島嶼（urir-i）；因為島上有許多保護類鳥類棲息，現已被指定為北海道的自然保護區，需要許可才可以登島。此外島上也有過去飼養用來運送海帶的馬匹遭遺棄後繁衍成為的野生馬。

## 外部連結
- （日語）Yururi Island Website （页面存档备份，存于）

- （日語）Yururi Island YouTube （页面存档备份，存于）

- （日語）Yururi Island Instagram

- （日語）日本的島 - ユルリ島

- （日語）自然百景 - ユルリ島（NHK網站）

- （日語）ユルリ島 - 野生馬的樂園 （页面存档备份，存于）